# 9640 Lippens
A 9640 Lippens (ideiglenes jelöléssel 1994 PP26) a Naprendszer kisbolygóövében található aszteroida. Eric Walter Elst fedezte fel 1994. augusztus 12-én.